# 노르예/베네른 선

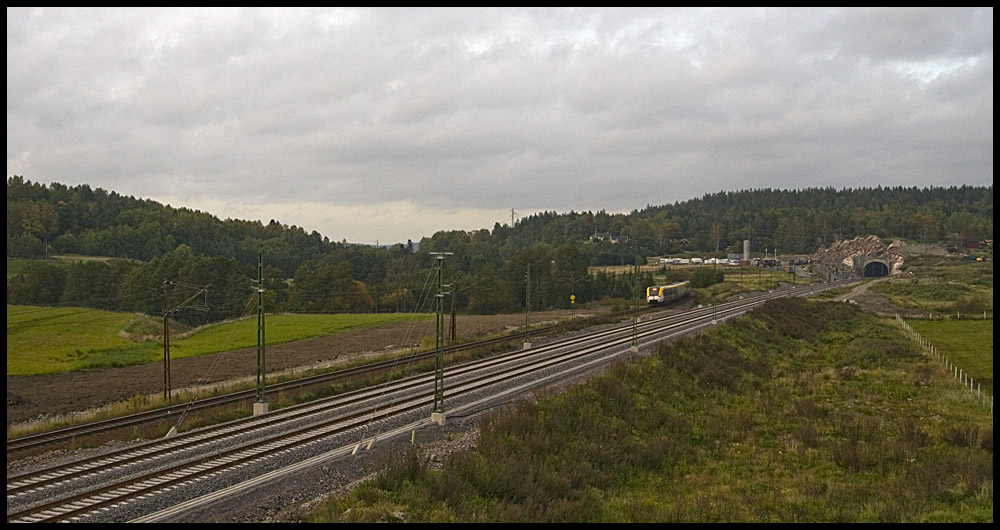
뢰되세 근처의 신선과 구선

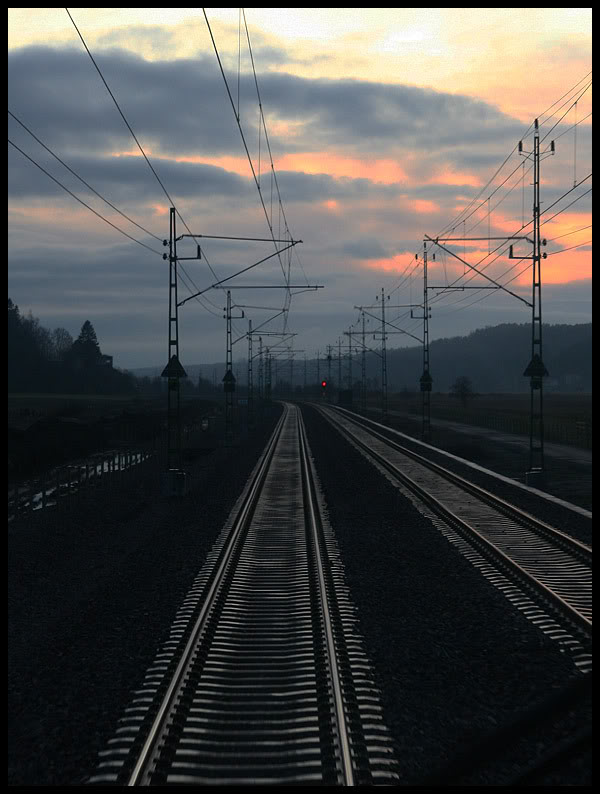
엘브엥엔-보후스 간 신선. 2009년 완공됨.

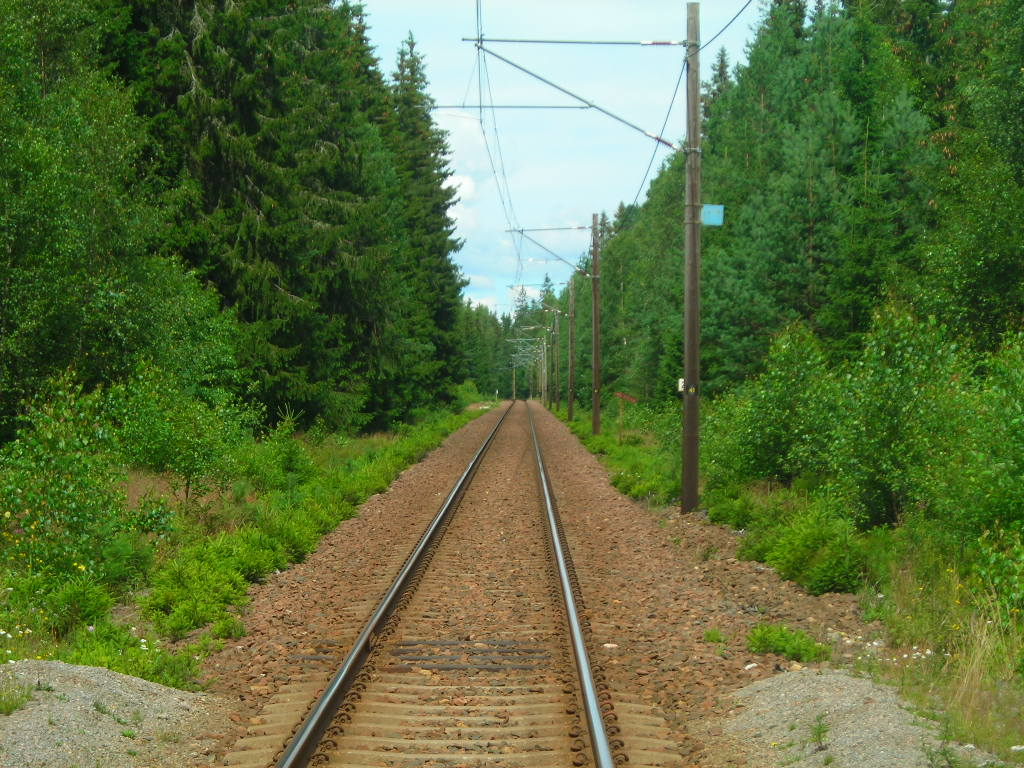
베케포르스 근처 노르예 선

노르예/베네른 선(스웨덴어: Norge/Vänerbanan)은 예테보리 - 에릭스타스 쉬르카 - 코른셰(노르웨이 국경)/킬 간을 잇는 철도 노선이다. 예테보리-에릭스타드 간은 112km, 예테보리-코른셰 간은 180km, 예테보리-킬 간은 232km이다. 예테보리-왹스네레드 구간이 복선 및 고속화 공사 중이며, 에릭스타스 쉬르카에서 분기한다.

## 교통

### 노르웨이-예테보리
노르웨이와 유럽 대륙을 잇는 데 이 노선이 사용된다. 오슬로에서 출발하여 이 노선을 경유하는 열차는 예테보리에 모두 종착한다. 예테보리-오슬로 간은 버스가 더 빠르고, 각국 정부에서 국제선 열차에는 돈을 투자하려고 하지 않기 때문에 승객 수는 많지 않다. 2005년부터 노르웨이행 열차를 운행하는 NSB에서는 틸팅을 지원하는 NSB 73b 고속 전동차를 투입하여 승객을 유치하였으나, 노르웨이의 외스트폴 선에서 고속 주행을 할 수는 없다. 노르웨이 구간에서는 지역 열차처럼 운행하며, 정차역 수가 많다. 전 구간 수요는 버스가 더 빠르기 때문에 트롤헤탄-예테보리, 프레드릭스타드-오슬로 같은 구간 수요가 더 많다. 1일 왕복 6편성 운행한다.
달스란드의 일부 구간은 시속 160km 이상으로 운행할 수 있으며 고속 주행이 가능한 구간에서는 ATC로 속도를 제어한다. 1995년 이후 새로 설치한 구간에서는 시속 200km까지 낼 수 있으며, 대부분 구간은 시속 160km까지 가능하다. 스웨덴의 다른 철도 노선과는 달리 전차선 지지용으로 목재 전신주를 사용한다.

### 카를스타드-예테보리
카를스타드-예테보리 간은 1시간당 6편성 운행한다. 킬, 그룸스, 세플, 오몰, 멜레루드, 왹스네레드, 트롤헤탄에 정차한다. 혼잡 시간대에는 오몰-카를스타드 간 열차도 운행한다.

### 왹스네레드-예테보리
베네르스보리-예테보리 간 지역 열차로 운행한다. 왹스네레드, 트롤헤탄, 엘브엥엔에 정차한다. SJ 및 베스트트라픽의 승차권을 사용할 수 있다.

## 역사
예테보리-킬 간의 철도 노선은 예테보리 지자체에서 소유한 베르슬라예르 철도에서 설치하였고, 예블레까지 노선이 연장되었다. 1879년 예테보리-킬 간이 개통되었다. 기관차 견인 여객 열차가 예테보리-카를스타드까지 운행한다. 베름란드스트라피크에서는 혼잡 시간대에 예테보리-카를스타드 간을 운행하며, 베스트트라픽에서는 예테보리-왹스네레드(-베네르스보리) 간을 운행한다. 예블레-팔룬-킬-예테보리 전 구간을 이용하는 열차는 화물 열차 뿐이다.
멜레루드-스웨덴/노르웨이 국경 간 철도 노선은 달스란드 선이라고 불렸으며, 역시 1879년에 개통되었다. 1948년 국유화되었고, 1956년 멜레루드에 연결선이 개통되어 오슬로로 가기 위해서 기관차를 돌릴 필요가 없어졌으며, 이후 멜레루드 역은 무정차 통과한다. 1995년 에릭스타스 쉬르카-달스 로스토크 간 신규 노선이 개통되어, 노르웨이까지의 영업 거리가 6km 단축되고 곡선 구간 2개가 해소되었다.
2000년대 초반 스웨덴-노르웨이 간 국제선 X 2000 열차는 SJ와 NSB의 조인트 벤처 Linx에서 운영하였다. 오슬로와 예테보리 간에는 지역 열차가 운행하였다. 비용 대비 이익이 나지 않아서 스웨덴 쪽에서 사업을 철수하였고, 이후 노르웨이에서 국제 열차를 운행하게 되었다.

## 참조
1. ↑  일부 구간만. Banportalen: STH per stråk utgiven 2008-12-01
2. ↑  resplus.se 시간표 및 최단 거리 검색